# العلاقات المالديفية الغرينادية
العلاقات المالديفية الغرينادية هي العلاقات الثنائية التي تجمع بين المالديف وغرينادا.

## مقارنة بين البلدين
هذه مقارنة عامة ومرجعية للدولتين:
| وجه المقارنة                                              | [[تصنيف:صفحات تستخدم رمز علم غير موجود\|]] المالديف | غرينادا                                |
| --------------------------------------------------------- | --------------------------------------------------- | -------------------------------------- |
| المساحة (كم2)                                             | 298                                                 | 348                                    |
| عدد السكان (نسمة)                                         | 436.33 ألف                                          | 107.83 ألف                             |
| الكثافة السكانية (ن./كم²)                                 | 146.42 ألف                                          | 30.99 ألف                              |
| العاصمة                                                   | ماليه                                               | سانت جورجز                             |
| اللغة الرسمية                                             | اللغة الديفهي                                       | لغة إنجليزية، إنكليزية غرنادة المولدة ‏ |
| العملة                                                    | روفيه مالديفية                                      | دولار شرق الكاريبي                     |
| الناتج المحلي الإجمالي (بليون دولار)                      | 4.60 مليار                                          | 1.12 مليار                             |
| الناتج المحلي الإجمالي (تعادل القوة الشرائية) بليون دولار | 5.23 مليار                                          | 1.45 مليار                             |
| الناتج المحلي الإجمالي الاسمي للفرد دولار أمريكي          | 8.39 ألف                                            | 9.21 ألف                               |
| الناتج المحلي الإجمالي للفرد دولار أمريكي                 | 12.53 ألف                                           | 12.43 ألف                              |
| مؤشر التنمية البشرية                                      | 0.706                                               | 0.750                                  |
| رمز المكالمات الدولي                                      | +960                                                | +1473                                  |
| رمز الإنترنت                                              | .mv                                                 | .gd                                    |
| المنطقة الزمنية                                           | ت ع م+05:00                                         | 00                                     |

## منظمات دولية مشتركة
يشترك البلدان في عضوية مجموعة من المنظمات الدولية، منها:
| علم المنظمة | اسم المنظمة                        | تاريخ انضمام المالديف | تاريخ انضمام غرينادا |
| ----------- | ---------------------------------- | --------------------- | -------------------- |
|             | تحالف الدول الجزرية الصغيرة        | ?                     | ?                    |
|             | البنك الدولي للإنشاء والتعمير      | 13 يناير 1978         | 27 أغسطس 1975        |
|             | يونسكو                             | 18 يوليو 1980         | 17 فبراير 1975       |
|             | منظمة التجارة العالمية             | ?                     | ?                    |
|             | وكالة ضمان الاستثمار متعدد الأطراف | 19 مايو 2005          | 12 أبريل 1988        |
|             | الاتحاد البريدي العالمي            | ?                     | ?                    |
|             | دول الكومنولث                      | ?                     | ?                    |
|             | الاتحاد الدولي للاتصالات           | 28 فبراير 1967        | 17 نوفمبر 1981       |
|             | مؤسسة التمويل الدولية              | 2 فبراير 1983         | 28 أغسطس 1975        |
|             | منظمة الشرطة الجنائية الدولية      | ?                     | ?                    |
|             | الأمم المتحدة                      | 21 سبتمبر 1965        | 17 سبتمبر 1974       |
|             | مؤسسة التنمية الدولية              | 13 يناير 1978         | 28 أغسطس 1975        |
|             | منظمة حظر الأسلحة الكيميائية       | ?                     | ?                    |

## وصلات خارجية
- موقع وزارة الخارجية المالديفية